# Кевлін (король Вессексу)
Кевлін (англ. Ceawlin, помер у 593 р.) — третій король Вессексу (560—591 (592)), син Кінріка.

## Біографія
Кевліна вперше згадано в Англосаксонській хроніці у 556 році, коли він разом з батьком брав участь у розгромі бритів при Беранбурзі.
У 560 році успадкував престол Вессексу. Кевлін не тільки продовжував війну з бритами, але й затвердив перевагу західних саксів над сусідніми саксонськими племенами. «Англосаксонська хроніка» називає його другим після Елли носієм титулу «бретвальда». Проте постійні згадки інших історичних Особистостей поруч з Кевліном, свідчать, скоріше, про зворотнє: Вессекс тоді ще не був централізованою державою, а Кевлін був лише одним з багатьох вождів західних саксів, який не міг вершити великі справи поодинці.
У 568 році на Вессекс напав король Кент, але був розбитий при Віббандуні і відступив назад у свої володіння.
У 577 році Кевлін переміг бритів в битві при Деорхамі, захопив три фортеці (Кайра-Бадан, Кайра-глоу і Кайра-Кері) і таким чином відрізав Корнуолл від Уельсу.
У 584 році Кевлін здобув перемогу над бритами при Фетанлеге. Його брат Кута загинув, а сам Кевлін пограбував багато міст бритів і повернувся додому з багатою здобиччю.
У 591 або в 592 році Кевлін зазнав першої поразки у своєму житті, у битві при Воддесберзі, і був вигнаний зі свого королівства. Ким був переможець — невідомо. Скоріше за все, це був його племінник Кел. Ця поразка означала кінець епохи Кевліна. Наступного року Кевлін помер.

## Родина
Дружина — Ріксанна Сассекська
Діти:
- Кутвін, король Сассексу у 567-584/593 рр.